# Шнайдер, Мэтью
Мэтью Дэвид Шнайдер (англ. Mathieu David Schneider; 12 июня 1969; Нью-Йорк, Нью-Йорк, США) — американский хоккеист, защитник. Дебютировал в НХЛ в сезоне 1987/88. За более чем 20-летнюю карьеру успел поиграть за 10 клубов НХЛ: Монреаль Канадиенс (1989-95, 2008-09), «Нью-Йорк Айлендерс (1995-96)», Торонто Мэйпл Лифс (1996-98), «Нью-Йорк Рейнджерс» (1998-2000), Лос-Анджелес Кингз (2000-03), Детройт Ред Уингз (2003-07), Анахайм Дакс (2007-08), Атланта Трэшерз (2008-09), Ванкувер Кэнакс, Финикс Койотс (2009-10).
Родился в еврейской семье.
Всего в НХЛ провёл 1289 матчей в регулярных чемпионатах и набрал 743 очка (223+520). По числу матчей входит в первую сотню игроков за всю историю НХЛ. В плей-офф сыграл 116 матчей и набрал 54 очка (11+43)

## Достижения
- Обладатель Кубка Стэнли 1993 в составе «Монреаль Канадиенс»
- Участник матча всех звёзд НХЛ 1996 и 2003

## Сборная
- Обладатель Кубка Мира 1996 в составе сборной США
- Участник Олимпийских игр 1998, 2006.